# Obóz NKWD w Spassku
Obóz NKWD w Spassku, także obóz spasozawodski (ros. Спасозаводский лагерь № 99) – specjalny radziecki obóz dla jeńców wojennych w Spassku koło Karagandy w Kazachstanie, utworzony w 1941 roku, wchodzący w skład Karłagu. 
W okresie istnienia obozu przebywało w nim ok. 70 tysięcy jeńców, przedstawicieli 40 narodowości (m.in. Niemcy, Rumuni, Japończycy, Polacy, Węgrzy, Ukraińcy, Francuzi, Żydzi). Po II wojnie światowej Spassk stał się specjalnym obozem pracy przymusowej dla więźniów politycznych. Istniał również wydzielony podobóz kobiecy, kolonia dziecięca oraz ponad 20 filii terenowych.

## Historia
Obóz dla jeńców wojennych w Spassku utworzono 24 czerwca 1941 roku, po ataku Niemiec na ZSRR, rozporządzeniem Wasilija Czernyszowa, zastępcy szefa NKWD i naczelnika Gułagu, w miejscu dawnej kopalni miedzi, gdzie w latach 30. XX wieku istniał niewielki obóz pracy NKWD, tzw. Obóz Piaskowy (ros. Песчаный лагерь). Obóz dla jeńców wojennych utworzony w 1941 roku składał się z dwóch części – centralnej, przeznaczonej dla ok. 5–6 tys. jeńców, oraz wydzielonego obszaru o nazwie „Kokuzek” (ros. Кокузек) przeznaczonego dla ok. 650 (maksymalnie 1100) internowanych. „Kokuzek” znajdował się w odległości ok. 500 m od centralnej części obozu i zapewniał pełną izolację przetrzymywanych tam osób.
Pierwszy transport jeńców wojennych przybył do Spasska w sierpniu 1941 roku; przywieziono wówczas 1436 więźniów. Po dwóch latach liczba jeńców przetrzymywanych w obozie prawie się podwoiła. Gwałtowny wzrost liczby jeńców nastąpił w drugiej połowie 1944 roku. W styczniu 1944 roku w obozie w Spasku przebywało 2529 jeńców wojennych, a w październiku 1944 roku ich liczba zwiększyła się do 11 583. W październiku i listopadzie 1945 roku do obozu przysłano pięć transportów żołnierzy japońskich, łącznie 11 608 osób.
Więźniowie przetrzymywani w Spassku byli wykorzystywani do pracy w kopalniach, cegielniach, do robót inżynieryjnych i budowlanych. W obozie panowała wysoka śmiertelność. Według niepełnych danych statystycznych w latach 1942–1946 zmarło ponad 7 tys. więźniów (w 1945 roku 2430 osób). Głównymi przyczynami zgonów były gruźlica i wyniszczenie organizmu.
Po zakończeniu II wojny światowej w Spassku umieszczano więźniów politycznych, m.in. Polaków, zwłaszcza z dawnych Kresów Wschodnich RP. Jednym z polskich więźniów obozu w Spassku był Bronisław Szeremeta, który opublikował wspomnienia z pobytu w obozie. W latach 1955–1956 część więźniów przebywających w Spassku zwolniono.

### Polscy jeńcy wojenni z 1939 roku w obozie w Spassku
Z opublikowanej dokumentacji NKWD wynika, że w 1941 roku w obozie w Spassku (tzw. łagrze spasozawodskim) umieszczono kilkuset (prawdopodobnie ok. 260) polskich jeńców wojennych, wziętych do niewoli we wrześniu 1939 roku, po agresji ZSRR na Polskę. Jeńcy ci zostali zaklasyfikowani jako „osoby narodowości niemieckiej” i w 1941 roku nie zwolniono ich z obozów NKWD do armii polskiej w ZSRR, tworzonej przez gen. Władysława Andersa. Po ok. 2 latach liczba polskich jeńców wojennych przetrzymywanych w Spassku spadła do 197, prawdopodobnie wskutek śmierci części z nich. 23 czerwca 1943 roku NKWD przygotowało listę i krótkie charakterystyki 67 polskich jeńców więzionych w Spassku, na których radzieckie służby specjalne miały materiały kompromitujące (listę tę opublikowano w 2001 roku w zbiorze dokumentów związanych ze zbrodnią katyńską). Według sprawozdania NKWD z dnia 5 grudnia 1943 roku w Spassku przebywało 174 polskich jeńców wojennych z 1939 roku, w tym 6 oficerów. Jeńcy ci przebywali w obozie w Spassku również po zakończeniu II wojny światowej; według sprawozdania NKWD z 1 listopada 1945 roku w tym dniu liczba polskich jeńców wojennych z 1939 roku więzionych w Spassku („obozie spasozawodskim”) wynosiła 167 osób. Dalszy los tej grupy jeńców nie jest znany; wysunięto hipotezę, że część tych jeńców nie została nigdy zwolniona i mogła przebywać na terytorium ZSRR nawet w latach 90. XX wieku.

## Upamiętnienie
W miejscu, gdzie w okresie istnienia obozu w Spassku grzebano zmarłych w nim więźniów, znajduje się obecnie cmentarz z krzyżami i obeliskami upamiętniającymi ofiary represji stalinowskich różnych narodowości (ros. Мемориальное Спасское кладбище. Памятники жертвам сталинских репрессий, 49°32′25,30″N 73°17′44,64″E/49,540361 73,295733).